# Tephrina triseriata
Tephrina triseriata är en fjärilsart som beskrevs av Louis Beethoven Prout 1926. Tephrina triseriata ingår i släktet Tephrina och familjen mätare. Inga underarter finns listade i Catalogue of Life.